# Gerónimo de Mendieta
Gerónimo de Mendieta, né en 1525 et décédé en 1604, est un frère franciscain et historien espagnol. Il est l'auteur de l’Historia eclesiástica indiana, qui fait la chronique de l'évangélisation de la Nouvelle-Espagne (Mexique), mais ne fut publié que trois siècles plus tard.

## Biographie
Gerónimo de Mendieta est né à Vitoria dans le Pays basque espagnol en 1525. En 1545, il entre dans l'ordre franciscain. En 1554, il part pour le Mexique, alors vice-royaume de Nouvelle-Espagne, où il travaille à l'évangélisation des colonies.
Il revient en Espagne en 1570, et retourne en Amérique trois ans après, pour ne plus jamais revoir l'Europe. De 1573 à 1597, il rédige l'œuvre qui l'a rendu célèbre, l’Historia eclesiástica indiana.
Le contenu de ce livre est tel que la Maison royale interdit sa publication. Il fallut attendre 1870, et l'indépendance du Mexique, pour qu'il soit publié, grâce à l'historien Joaquín García Icazbalceta (es).

## Son œuvre
La Historia eclesiástica indiana raconte l'arrivée des Espagnols en Caraïbe, décrit la situation culturelle des peuples qu'ils rencontrèrent et offre une chronologie de l'évangélisation.
La critique qu'il fait de la situation provoquée par le changement de valeurs de la Conquête, en particulier l'ambition de devenir riche à tout prix apportée par les colonisateurs, est la raison de la censure de cette œuvre par les représentants du roi.
Mendieta propose et réclame la limitation des encomiendas, et un plus grand pouvoir pour les religieux contre le pouvoir civil des alcaldes et des fonctionnaires des finances royales.
Sa vision des Indigènes est paternaliste mais positive. Il voit l'Indien (Amérindien) comme un être sans défense, empli de valeurs chrétiennes naturelles, et qui demande à être protégé. Sa défense de l'Indien lui valut plusieurs problèmes et beaucoup d'ennemis. Ses lettres au roi et au Conseil des Indes, où il dénonce les abus, furent en partie à l'origine de changements importants dans la législation, avec les dénonciations de Bartolomé de Las Casas et d'autres.